# Bernard Morel
Bernard Marie Georges Morel (* 30. März 1925 in Lyon; † 23. Oktober 2023 in Roanne) war ein französischer Säbelfechter.

## Erfolge
Bernard Morel nahm an zwei Olympischen Spielen teil: bei den Olympischen Spielen 1952 in Helsinki belegte er mit der Mannschaft hinter Ungarn und Italien den dritten Platz und erhielt gemeinsam mit Jacques Lefèvre, Jean Levavasseur, Jean Laroyenne, Maurice Piot und Jean-François Tournon somit die Bronzemedaille. 1956 verpasste er in Melbourne mit der Mannschaft als Vierter knapp einen weiteren Medaillengewinn. Zwischen den Spielen gewann er 1954 in Luxemburg bei den Weltmeisterschaften im Mannschaftswettbewerb Bronze.